# Maltby le Marsh
Maltby le Marsh – wieś w Anglii, w hrabstwie Lincolnshire, w dystrykcie East Lindsey. Leży 50 km na wschód od Lincoln i 202 km na północ od Londynu.